# ريفر كيبر

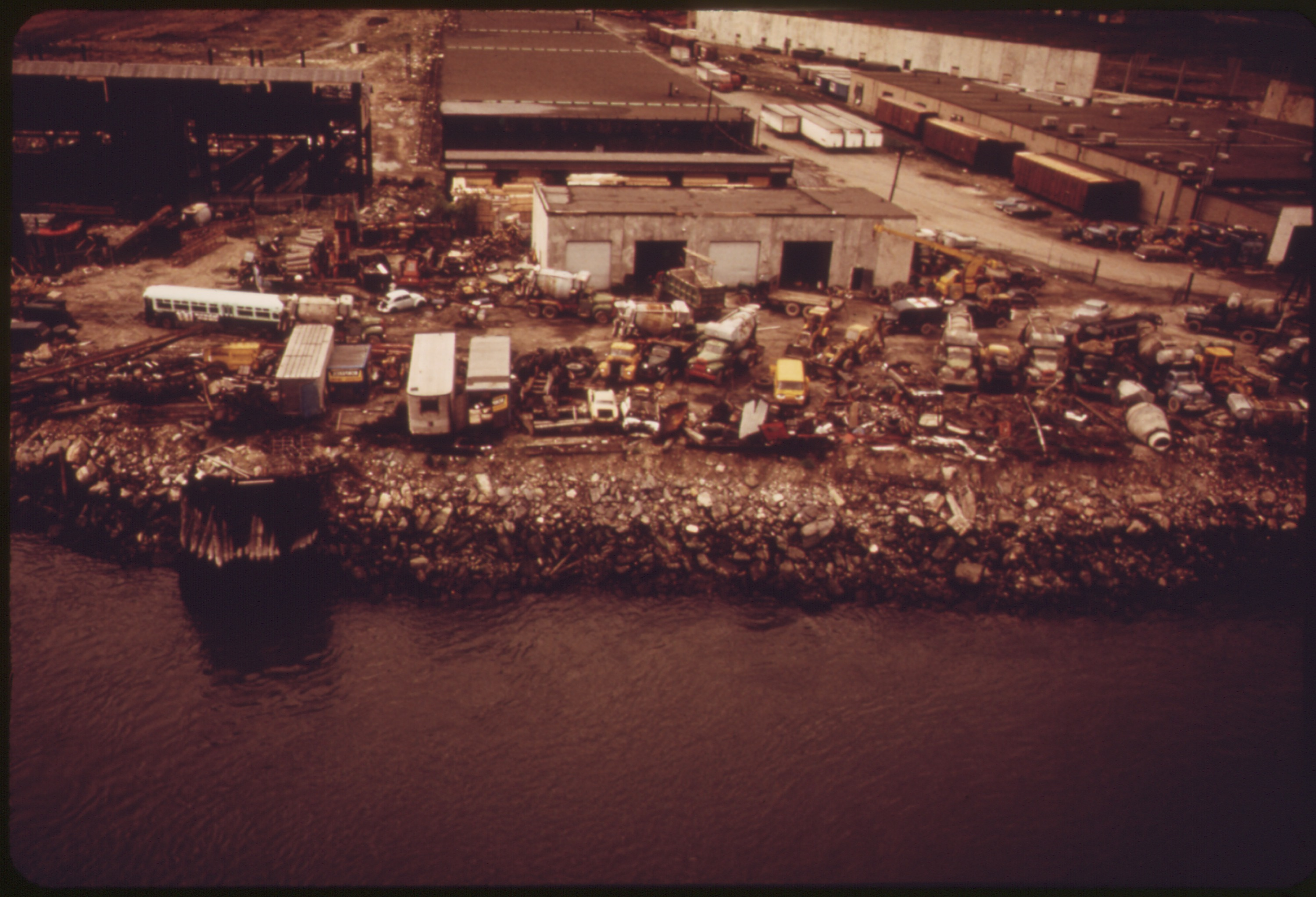
المنشآت الصناعية المهجورة على جانب نهر هدسون.

ريفر كبير هي منظمة بيئية غير هادفة للربح مكرسة لحماية نهر هدسون وروافده، بما في ذلك مجمعات المياه التي تزود مدينة نيويورك بمياه الشرب. بدأ العمل بها في عام 1966 باسم «جمعية صيادي نهر هدسون»، وهي منظمة تنفيذية يقودها المواطنون أسسها مجموعة من الصيادين الترفيهيين والتجاريين. في عام 1983، وظفت جمعية صيادي نهر هدسون جون كرونين، كأول حارس لنهر هدسون بدوام كامل، للقيام بدوريات في النهر وحمايته من الملوثين وتطبيق القوانين البيئية. في عام 1986، غيرت المجموعة رسمياً اسمها إلى ريفر كيبر، ما جعلها أول مجموعة حماية يتم تأسيسها. حفزت هذه الحركة على تشكيل مجموعات حماية في جميع أنحاء العالم، وحماية الأنهار والخلجان والبحيرات والمجاري المائية الساحلية. في عام 1999، أُنشئ تحالف ريفر كيبر، كمنظمة جامعة لتوحيد ودعم المنظمات. اليوم، هناك أكثر من 300 «كيبر» في جميع أنحاء العالم.
إن وظيفة منظمة ريفر كبير هي «حماية السلامة البيئية الترفيهية والتجارية لنهر هدسون وروافده، وحماية مياه الشرب لتسعة مليون مواطن في مدينة نيويورك وسكان وادي هدسون .«
تستخدم ريفر كيبر الدعاوى القضائية، علم الطبيعة، الدوريات، مشاركة الأفراد، والتشريعات لإنجاز أهدافها. حالياً يعمل بول جالي حاميًا للنهر ورئيساً للمنظمة.

## مقدمة
يُعتبر وادي هدسون منذ فترة طويلة مهد الحركة البيئية الأمريكية الحديثة. في الستينيات عزمت مجموعة صغيرة من العلماء والصيادين والمواطنين المعنيين بقيادة روبرت اتش بويل، مؤلف «نهر هدسون، التاريخ الطبيعي وغير الطبيعي» وكاتب بارز في الرياضة المصورة، على عكس اتجاه انحسار نهر هدسون وذلك بإيقاف الملوثين عن طريق الدعاوى القضائية وتطبيق قانون المواطنين.
نمت ريفر كيبر من «تحالف ذوي الياقات الزرقاء التجارية والترفيهية» الذين نُظموا لاستعادة نهر هدسون من الملوثين. بينما تساعد ريفر كيبر الشبكات الوطنية والدولية على حراسة المجاري المائية المحلية، تُعد إجراءاتها الشعبية فريدة من نوعها. بعد تقديم المطالبات للوكالات الحكومية مثل سلك المهندسين في الجيش، رأت هذه الهيئة السياسية المحتشدة كيف أن المصالح التجارية تصرف نظر الإجراءات الحكومية.
وتعتقد أنه ينبغي على الناس العاديين أن يكونوا قادرين على الدفاع عن الموارد العامة من الفساد، وأن هذه الإجراءات لحماية نوعية مجمعات المياه في المجتمعات المحلية هي التي تعطي مكانة قانونية لمواطني الولايات المتحدة في النزاعات البيئية.

## تطبيق القانون البيئي
في حين اجتاح التمكين جميع أنحاء المنطقة، كانت التشريعات المنسية على وشك إعادة تشكيل جهود المواطنين من خلال وضعها في موضع الهجوم. حدد قانون الرفض لعام 1899 غرامات تتراوح من 500 دولار إلى 2500 دولار لرمي الملوثات في المياه الصالحة للملاحة في الولايات المتحدة. علاوة على ذلك، تُمنح نصف الغرامة لكل من يساعد في تنبيه الجمهور إلى هذا الانتهاك ويسمح للمواطنين بتنفيذ أحكامه إذا فشلت الحكومة في ذلك. تسبب هذا الفعل في زيادة الاهتمام العام بتلوث المياه في أوائل السبعينيات، ما دفع العديد من المواطنين إلى التبليغ عن انتهاكات مدنية (وربما جنائية) للنظام الفدرالي، وممارسة الضغط على الحكومة الوطنية لوضع سياسة فعالة لحماية المياه.
كانت جمعية صيادي نهر هدسون إحدى المجموعات الأولى التي أعادت اكتشاف هذا القانون وطبقته بنجاح. بمجرد معرفة بويل بقانون الرفض، أشار إلى أهميته بالنسبة للمجتمع. عندما عقدت جمعية صيادي نهر هدسون اجتماعها العلني الأول، عيّن بويل قاعة الفيلق الأمريكي بشكل دائم لتشمل فقط عمال البناء في وادي هدسون والصيادين التجاريين والنجارين وغيرهم من العمال المحليين، وجد بويل جمهوراً لسماع تنظيماته الجديدة لتمكين المواطنين. تجدر الإشارة إلى حضور عضو الكونغرس ريتشارد أوتنجر، الذي تأثر كثيراً بسبب إقبال رجال البيئة من الطبقة العاملة الذين سعوا إلى تصحيح التفاوتات الاجتماعية والبيئية في مدنهم إلى درجة أنه ألغى جدول أعماله لمناقشة هذه المشاكل. كان أوتنجر مفتاح بنية الدعم السياسي للنمو الأولي لجمعية صيادين نهر هدسون. سمع هو وآخرون في هذا الاجتماع الصيادين المنزعجين من ازدراء المشترين لأسماك نهر هدسون، وكذلك عمال المصانع وعمال البناء المحليين الذين أبلغوا عن ملاحظات شخصية عن تصريف الملوثات من قبل أصحاب العمل.
كان هدفهم الأول هو سكة حديد بن المركزية، التي أطلقت منذ سنوات منتجات بترولية في نهر كروتون، أحد روافد هدسون. أبلغت جمعية صيادي نهر هدسون فيلق القوات البرية الأمريكي الهندسي ووكيل وزير العدل الأمريكي بالرسائل المكتوبة والمكالمات الهاتفية لتنفيذ أعمال الردع، لكن تم تجاهلها. في عام 1968، رفعت جمعية صيادي نهر هدسون وعضو الكونغرس أوتنجر دعوى قضائية ضد سكة حديد بن المركزية، وفيلق القوات البرية ووزير العدل. حاز هذا على اهتمام المدعي العام للولايات المتحدة، ما جعله ينضم إلى الدعوى ضد سكة حديد بن المركزية. خسرت السكك الحديدية الدعوى وقُدمت المكافأة الأولى الممنوحة لمنظمة خاصة للحماية من التلوث منذ صدور التشريع. ما شجّع جمعية صيادي نهر هدسون على توزيع آلاف النسخ من قانون الرفض على البطاقات البريدية «حقيبة الملوث» للمواطنين لملء أسماء الملوثين وإعادة إرسالها إلى جمعية صيادي نهر هدسون. أصبح بعد ذلك العديد من المخالفين عرضة للمساءلة.
نمت جمعية صيادي نهر هدسون وعمل العديد من الأعضاء على نشر رسالتهم في المجتمعات وبين المسؤولين الحكوميين. كان ريتشي غاريت، رئيس جمعية صيادي نهر هدسون، حفاراً محلياً للقبور من أوسينغ، نيويورك، الواقعة على طول نهر هدسون حيث اصطاد الأسماك وعاش معتمدًا على هذا النهر. من خلال مشاركته في جمعية صيادي نهر هدسون، نما كناشط من خلال كتابة الرسائل وتقديم عروض الشرائح عن قتل الأسماك والتلوث ابتداء من اجتماعات نادي الحديقة إلى قاعات فرسان كولومبوس. أصبح معروفًا جدًا لدرجة أنه أدلى بشهادته أمام اللجنة الفرعية التابعة لمجلس النواب الأمريكي المعنية بصيد الأسماك والحياة البرية والحفاظ على فكرة الحاكم روكفلر بشأن الطريق السريع في وادي نهر هدسون، واصفاً جهوده لا بصفته راديكاليًا، بل بصفته أمريكياً في التصرف. حث غاريت جمهوره على التخلي عن محاولة حل جميع القضايا بشأن الأرض، بل على إيجاد جزء من العالم ذي مغزى بالنسبة لهم، وحمايته. يعتبر فريد دانباك أيضًا أحد أكبر المؤيدين لجمعية صيادي نهر هدسون حتى الآن.
عمل دانباك بوّابًا في شركة أناكوندا للأسلاك والكابلات في هاستينغز أون هدسون، نيويورك. في أول يوم عمل له، اكتشف أن الشركة أطلقت الزيوت والمذيبات من خلال المصارف الأرضية التي جرت مباشرة إلى النهر.  نشأ دانباك على طول الواجهة البحرية وكثيراً ما سمع شكاوى من أن سمك نهر هدسون الشابل قد شرب من النفط. وأصبح لديه الدليل على هذا التلوث. بعد شكوى غير مستجابة إلى أناكوندا، اتصل بخفر سواحل الولايات المتحدة للتدخل. بعد ظهر أحد الأيام وجد ممثلي الشركة يتناولون الطعام مع مسؤولي خفر السواحل. بدا العشاء ودياً للغاية. عندها عرف دانباك أنه لا يستطيع الاعتماد على الحكومة وكان عليه أن يجد طرقاً أخرى لمعالجة هذه القضية. في عام 1969، ترك دانباك شركة أناكوندا وانضم إلى جمعية صيادي نهر هدسون. أحضر الأدلة والتحليلات أمام مكتب المدعي العام الأمريكي وألحّ على الوكالة على نحو متواصل حتى عام 1971، عندما اتهمت أناكوندا بمئة تهمة لانتهاك قانون الرفض.